# Tanggumong
Tanggumong is een bestuurslaag in het regentschap Sampang van de provincie Oost-Java, Indonesië. Tanggumong telt 5724 inwoners (volkstelling 2010).